# Arrondissement de Saint-Brieuc
L'arrondissement de Saint-Brieuc est un arrondissement français situé dans le département des Côtes-d'Armor et la Bretagne.

## Composition

### Composition avant 2016

Délimitation avant 2016.

L'arrondissement de Saint-Brieuc comprend les cantons suivants (découpage d'avant 2015) :
- canton de Châtelaudren
- canton de La Chèze
- canton de Corlay
- canton d'Étables-sur-Mer
- canton de Lamballe
- canton de Langueux
- canton de Lanvollon
- canton de Loudéac
- canton de Moncontour
- canton de Paimpol
- canton de Pléneuf-Val-André
- canton de Plérin
- canton de Plœuc-sur-Lié
- canton de Ploufragan
- canton de Plouguenast
- canton de Plouha
- canton de Quintin
- canton de Saint-Brieuc-Nord
- canton de Saint-Brieuc-Ouest
- canton de Saint-Brieuc-Sud
- canton d'Uzel

### Composition depuis 2016
La composition de l'arrondissement est modifiée par l'arrêté du 8 décembre 2016.
Au 1er janvier 2024, l'arrondissement groupe les 113 communes suivantes :
1. Allineuc
2. Andel
3. Binic-Étables-sur-Mer
4. Le Bodéo
5. La Bouillie
6. Bréhand
7. Le Cambout
8. Caurel
9. La Chèze
10. Coëtlogon
11. Coëtmieux
12. Corlay
13. Éréac
14. Erquy
15. Le Fœil
16. Gausson
17. Gomené
18. Grâce-Uzel
19. Guerlédan
20. La Harmoye
21. Le Haut-Corlay
22. Hémonstoir
23. Hénanbihen
24. Hénansal
25. Hénon
26. Hillion
27. Île-de-Bréhat
28. Illifaut
29. Jugon-les-Lacs
30. Lamballe-Armor
31. Landéhen
32. Lanfains
33. Langueux
34. Lanrelas
35. Lantic
36. Laurenan
37. Le Leslay
38. Loscouët-sur-Meu
39. Loudéac
40. La Malhoure
41. La Méaugon
42. Le Mené
43. Merdrignac
44. Mérillac
45. Merléac
46. Moncontour
47. La Motte
48. Noyal
49. Penguily
50. Plaine-Haute
51. Plaintel
52. Plédéliac
53. Plédran
54. Plémet
55. Plémy
56. Plénée-Jugon
57. Pléneuf-Val-André
58. Plérin
59. Plestan
60. Plœuc-L'Hermitage
61. Ploufragan
62. Plouguenast-Langast
63. Plourhan
64. Plumieux
65. Plurien
66. Plussulien
67. Pommeret
68. Pordic
69. La Prénessaye
70. Quessoy
71. Le Quillio
72. Quintenic
73. Quintin
74. Rouillac
75. Saint-Alban
76. Saint-Barnabé
77. Saint-Bihy
78. Saint-Brandan
79. Saint-Brieuc
80. Saint-Caradec
81. Saint-Carreuc
82. Saint-Connec
83. Saint-Denoual
84. Saint-Donan
85. Saint-Étienne-du-Gué-de-l'Isle
86. Saint-Gildas
87. Saint-Gilles-Vieux-Marché
88. Saint-Glen
89. Saint-Hervé
90. Saint-Julien
91. Saint-Launeuc
92. Saint-Martin-des-Prés
93. Saint-Maudan
94. Saint-Mayeux
95. Saint-Quay-Portrieux
96. Saint-Rieul
97. Saint-Thélo
98. Saint-Trimoël
99. Saint-Vran
100. Sévignac
101. Tramain
102. Trébry
103. Trédaniel
104. Trédias
105. Trégueux
106. Trémeur
107. Trémorel
108. Trémuson
109. Trévé
110. Tréveneuc
111. Uzel
112. Le Vieux-Bourg
113. Yffiniac